# Pontaix
Pontaix ist eine Gemeinde in Südfrankreich. Sie gehört zur Region Auvergne-Rhône-Alpes, zum Département Drôme, zum Arrondissement Die und zum Kanton Le Diois.

## Geografie, Infrastruktur
Pontaix wird von der ehemaligen Route nationale 93 passiert. Die Gemeinde grenzt im Nordwesten an Eygluy-Escoulin, im Norden an Vachères-en-Quint, im Nordosten an Sainte-Croix, im Südosten an Barsac, im Süden an Vercheny und im Westen an Saillans.

## Bevölkerungsentwicklung
| Jahr                       | 1962 | 1968 | 1975 | 1982 | 1990 | 1999 | 2008 | 2018 |
| -------------------------- | ---- | ---- | ---- | ---- | ---- | ---- | ---- | ---- |
| Einwohner                  | 152  | 163  | 136  | 151  | 151  | 136  | 167  | 173  |
| Quellen: Cassini und INSEE |      |      |      |      |      |      |      |      |

## Sehenswürdigkeiten
- Temple de Pontaix, ehemalige Kirche und Monument historique
- mittelalterliche Brücke „Mutatio Darentiaca“ des Itinerarium Burdigalense
- Burgruine

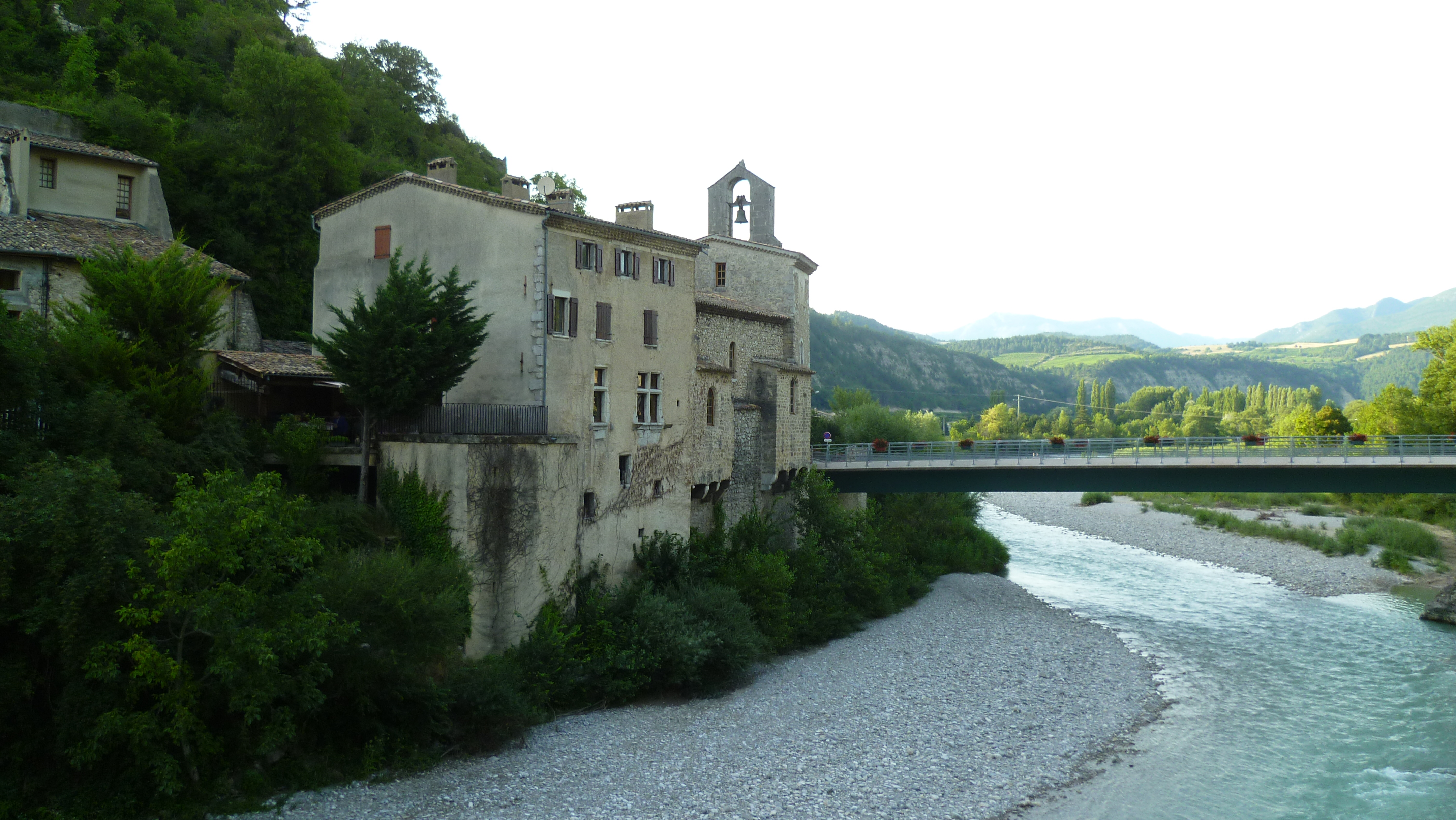
Temple de Pontaix an der Drôme
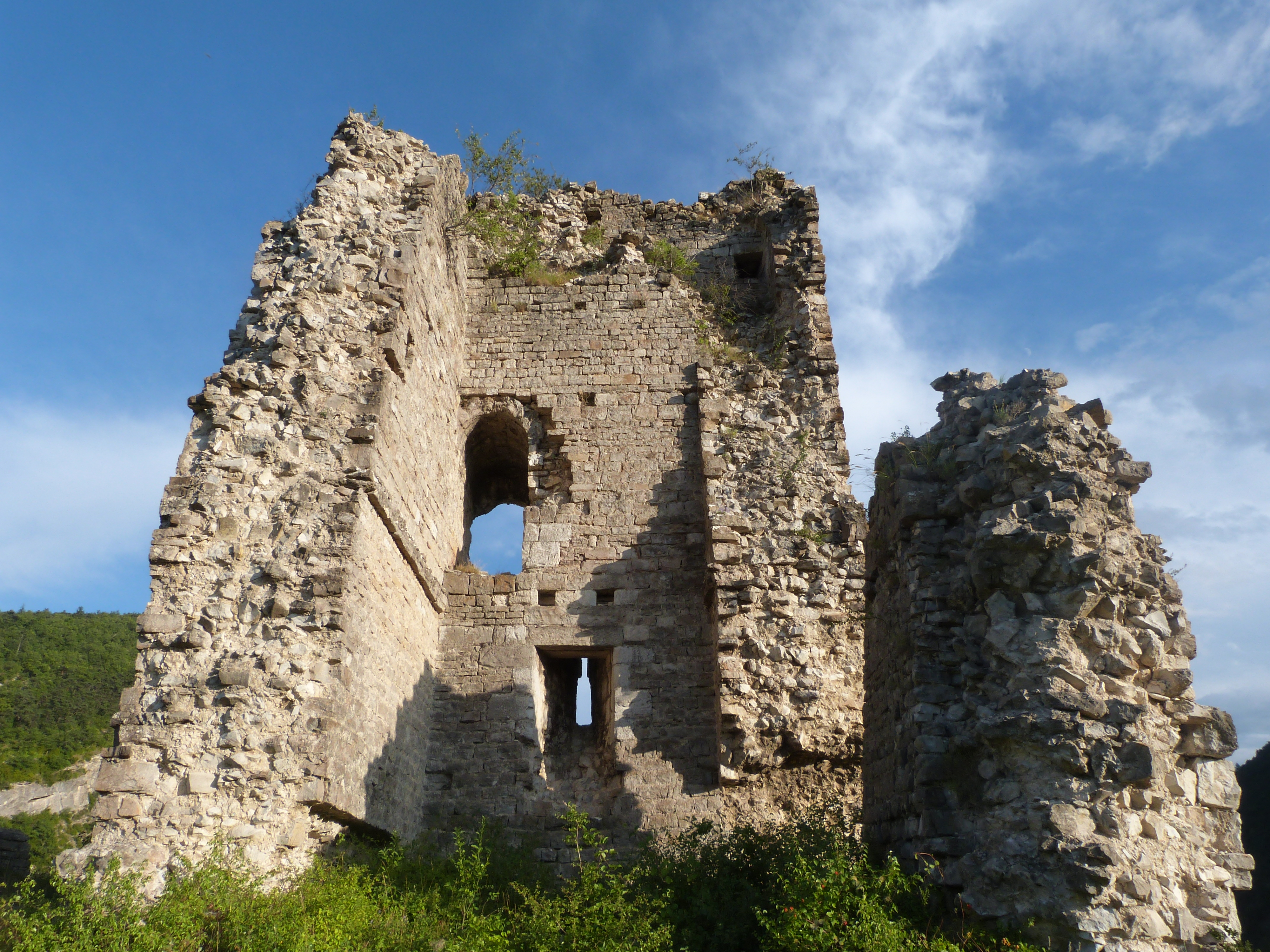
Burgruine

## Wirtschaft
Die Weinreben in Pontaix sind für die Produktion der Sorten Clairette de Die und Crémant de Die zugelassen.